# Ideato South
Ideato South es una localidad del estado de Imo, en Nigeria, con una población estimada en marzo de 2016 de 219 900 habitantes.
Se encuentra ubicada al sur del país, en la zona del delta del Níger, a poca distancia al norte del golfo de Guinea.